# Rossomyrmex minuchae
Rossomyrmex minuchae är en myrart som beskrevs av Jose Alberto Tinaut 1981. Rossomyrmex minuchae ingår i släktet Rossomyrmex och familjen myror. IUCN kategoriserar arten globalt som sårbar. Inga underarter finns listade i Catalogue of Life.

## Bildgalleri

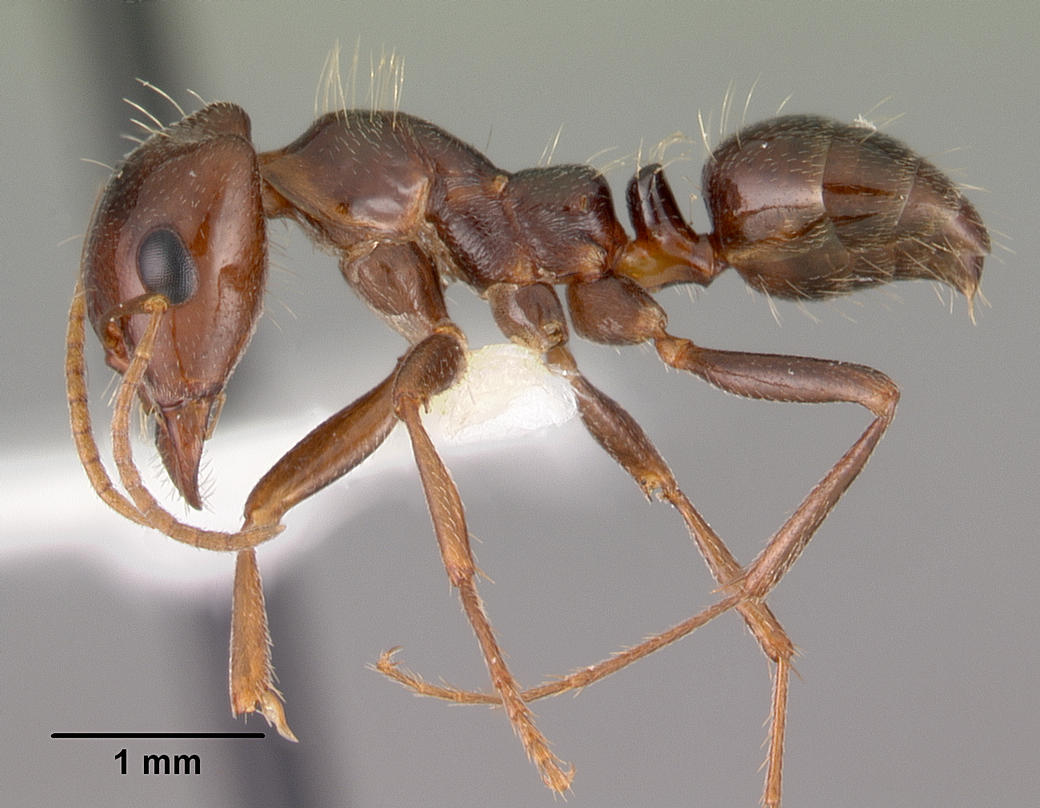